# Howarthia courvoisieri
Howarthia courvoisieri is een vlinder uit de familie van de Lycaenidae. De wetenschappelijke naam van de soort werd als Thecla courvoisieri in 1908 gepubliceerd door Charles Oberthür.